# Lehrberg
Lehrberg là một thị xã ở huyện Ansbach, Mittelfranken, bang Bayern, nước Đức. Đô thị Lehrberg có diện tích 50,88 km², dân số thời điểm ngày 31 tháng 12 năm 2006 là 3178 người.
Các làng:
| - Ballstadt - Berndorf - Birkach - Brünst - Buhlsbach - Gödersklingen - Gräfenbuch - (Heßbach lịch sử (hay Hessbach)) - Oberheßbach - Unterheßbach - Hürbel am Rangen - Kühndorf - Lehrberg | - Röshof - Schmalach - Schmalenbach - (historic Sulzbach) - Obersulzbach - Untersulzbach - Wüstendorf - Zailach |